# Flore du Centre de la France, edition 2
Flore du Centre de la France, edition 2 (abreviado Fl. Centre France, ed. 2) es un libro con ilustraciones y descripciones botánicas que fue escrito por el farmacéutico botánico pteridólogo francés Alexandre Boreau y publicado como segunda edición con dos volúmenes en el año 1849.